# 2023年の阪神タイガース
2023年の阪神タイガースでは、2023年シーズンについての阪神タイガースの動向をまとめる。
この年の阪神タイガースは、岡田彰布監督（第2次）の1年目（通算6年目）のシーズンであり、2005年以来18年ぶり6度目のセントラル・リーグ優勝、1985年以来38年ぶり2度目の日本一に輝いたシーズンでもあった。

## 概要
この年の阪神タイガースは、前年限りで退任した矢野燿大監督に代わり岡田彰布が2008年シーズンに指揮をとって以来2度目の監督に就任した（岡田は、2010年～2012年の3年間にわたりオリックス・バファローズの監督を務めたので、監督就任自体は3度目のものとなる。）。チームスローガンは『A.R.E.』に決定した。球団からは、「Aim! Respect! Empower!」の略であると説明がなされている。
就任後、岡田監督は守り勝つ野球を標榜し、レギュラー選手の守備位置を固定してシーズンを戦った。先発投手陣はエースと目されていた青柳晃洋や西勇輝の不振もあったものの、3人が2桁勝利を達成するなどシーズンを通して安定した力を発揮し、リリーフ陣も固定されたセットアッパーこそ不在だったものの、各選手の調子や相手打者との組み合わせなどを考慮した采配によって結果を積み上げ、リーグトップの防御率をマークした。開幕から守護神として起用された湯浅京己が、怪我によって長期に渡って戦列を離れるアクシデントがあったものの岩崎優がその穴を埋め、自身初のタイトルとなる最多セーブを獲得している。
懸案であったチームのエラー数は結局改善はされなかったものの（6年連続リーグワーストとなる失策85、守備率.984）、チームとして取れる併殺を確実に取ることと、外野からのバックホーム送球の際、内野のカットマンに低い送球で送ることを徹底したことにより、併殺完成数はリーグトップの130をマークするなどセンターラインを中心とした守備の強化に成功した。同年のゴールデングラブ賞では2007年の中日以来となる5人が受賞し（詳細は後述）、特に捕手・二遊間・外野手のセンターラインを独占したのはセ・リーグでは初となった。
攻撃陣は打撃三冠のタイトル争いをするほどの突出した数字を残す選手は現われなかったものの、各打者のボール球の見極めへの意識の高さがリーグ最多の四球を選ぶ結果となり、高い出塁率を背景にリーグ最多の555得点をマークした。
結果としてシーズンの随所で投打が噛み合う状態が生まれ、8月終了までに6連勝以上の大型連勝を4度記録すると8月16日には広島戦での勝利にて優勝へのマジック29が初点灯している。マジックは8月29日に1度消滅するも、9月1日の勝利にて再びマジック18を点灯させるとその日からそのまま怒涛の11連勝を飾り、マジック1で迎えた9月14日の地元甲子園球場での読売ジャイアンツ戦に勝利したことにより2005年以来18年ぶり10度目（2リーグ制後では6度目）のリーグ優勝を達成している。
この年の公式戦は主催71試合（内訳は甲子園球場62試合、京セラドーム大阪8試合、倉敷マスカットスタジアム1試合）で291万5528人（1試合平均41,064人）を動員し、12球団トップであった。
10月14日から行われたクライマックスシリーズではファーストステージを勝ち上がった広島東洋カープとの顔合わせ（2014年のファーストステージ以来、9年ぶりの対戦カード）になったが、結果は阪神の4勝0敗（アドバンテージの1勝を含む。）。2014年以来9年ぶり2回目のCS優勝を決め令和になってから初の日本シリーズ進出となった。
同28日から行われたオリックスとの日本シリーズでは、59年ぶりとなる関西に本拠地を置くチーム同士の対戦カードとなった。試合は第7戦までもつれた結果、阪神が4勝3敗でオリックスに勝ち38年ぶり2度目の日本一に輝いた。

## 選手補強
岡田監督は就任直後のテレビ出演にて補強ポイントを聞かれると、右打ちの外野手の必要性を語っている。 就任会見から2日後の10月18日には、早々に北海道日本ハムファイターズとの間でトレードが発表され、右打ちの外野手という補強ポイントと合致し、高い身体能力を持ちながらも長年成績面で伸び悩んでいた江越大賀を放出した一方で、共に右打ちで長打力のある打撃がセールスポイントである内野手の渡邉諒と外野を守れる高濱祐仁を獲得した（江越大賀外野手・齋藤友貴哉投手との2対2のトレード）。
さらにトレード発表の2日後に開催されたドラフト会議では、高松商業高校の外野手浅野翔吾を指名するも巨人との競合抽選にて外してしまうと、右打ちの外野手でもある中央大学の森下翔太の指名に成功している。その森下に関しては、岡田監督自身が出向いた指名挨拶にて「右打ちの外野手が必要」、「ポジションも空いている」と即戦力としての高い期待を示している。
また初めて開催された現役ドラフトでは、先発ローテーション候補としてソフトバンクの左腕・大竹耕太郎の獲得に成功したものの長打力が魅力の右打ちの内野手である陽川尚将が西武に指名され放出している。
カイル・ケラー以外全ての選手が退団した外国人選手に関しては、岡田監督が「8人もいらない」と明言している。メジャーのシーズンが終了した12月に入ってから、右打ちで外野を守れるヨハン・ミエセスとシェルドン・ノイジー、投手では先発候補としてブライアン・ケラーをリリーフ候補としてジェレミー・ビーズリーを獲得し、投手3人野手2人の5人体制となった。

## チーム作り

### 野手陣
岡田監督は守備力を強化し、「守り勝つ野球」を標榜すると、秋季キャンプ初日には自らグラブをはめて実演して指導するなど2018年シーズンから5年連続で失策数最多を記録している守備陣の立て直しに着手している。さらに、前年までの矢野監督時代とは異なり、主力選手の守備位置を固定する方針を打ち出した。
梅野隆太郎と坂本誠志郎の併用が続いていた捕手に関しては、梅野の正捕手固定を明言し（シーズンが始まると、先発投手によって梅野と坂本を使い分ける形での併用となった。）、大山悠輔と佐藤輝明をそれぞれ一塁と三塁に固定し、二人にはチームの主力としての責任を求め、守備固めや代走を出さずに全試合フル出場させる方針を語っている。
二遊間に関してはシーズンで80％は固定したい意向を示し、前年遊撃でベストナインを受賞しながらも遊撃手としてはリーグ最多の18失策を数えた（2021年シーズンも17失策を数え、遊撃手として2年連続でリーグ最多を記録している。）中野拓夢を二塁へコンバートした。遊撃に関しては高卒入団5年目を迎える小幡竜平への高い期待を語ったものの、秋季キャンプにて木浪聖也の肩の強さを間近で再確認すると、小幡と木浪によるレギュラー争いが開幕直前まで続いていくことになった。
外野は中堅手として近本光司のみがレギュラーとされ、前述したルーキーの森下や新外国人の獲得もあったものの、ルーキーイヤーに136安打を放ち、新人公式戦安打数の球団新記録を樹立し、新人王に輝きながらも2年目以降低迷していた高山俊への期待も語っている。また前年レギュラーに定着し21盗塁を記録した俊足の島田海吏、二軍の四番打者である井上広大、潜在能力の高い打撃が売りの高卒2年目の前川右京ら若い選手の台頭も大いに期待され、外野の両翼は激しいポジション争いが注目された。

### 投手陣
投手陣に関しては、先発ローテーションとして2年連続で最多勝タイトルを獲得している青柳晃洋、実績十分の西勇輝、入団から2年連続で先発ローテを守り続けている伊藤将司らは当確とみられたが、秋季キャンプでの若い投手の台頭も大いに期待された。岡田監督は先発に関しては、特に左投手の台頭への期待を示しており、2020年シーズンからリリーフで実績を残していた左腕、岩貞祐太にも先発投手への転向の意向を伝えている（後にリリーフに再転向）。前述の通り、現役ドラフトで獲得した大竹や桐敷拓馬の両左腕に加え、才木浩人と西純矢の若手投手の先発ローテーション入りが期待された。
前回の監督時代にJFKという強力な勝ちパターンを構築したリリーフ陣の再編成も大いに注目された。特に藤川球児のメジャー移籍以来、長年ほぼ外国人選手に依存していた守護神を誰にするかが注目された。前年は守護神を託されたカイル・ケラーの不調もあり開幕から大型連敗を喫し、シーズン途中から岩崎がクローザーを務めたものの岡田監督は前年にセットアッパーとして台頭した湯浅京己への期待を口にしている。勝ち試合の投手起用に関しては、開幕前の春季キャンプ終了後にJFKのような強力な形を構築することが難しいとの現実的な判断もあり、調子を見ながらローテーションにて回していくことになるとの構想が報道された。

### 2023 ワールド・ベースボール・クラシック(WBC)からの影響
この年は、シーズン開幕直前の3月8日から21日まで野球の国際大会である第5回ワールド・ベースボール・クラシックが開催された年であり、各球団とも日本代表に選出された選手がオープン戦期間中にチームを離れるという事態を避けることができず、シーズンへの影響が心配された。阪神からは中野と湯浅が選出され、日本代表として大会に参加し優勝に貢献している。
中野に関しては、阪神では二塁へのコンバートがなされたものの日本代表では遊撃での出場が予想されており、チーム内での実践不足による連携不足や二塁と遊撃での守備での動きの違いが及ぼす影響が心配された。一方の湯浅に関しては、WBCにて使用する公式球が日本プロ野球のそれとは違うことによる影響が懸念され、さらに両者ともシーズン開幕直前というタイミングでの国際大会への参加や、例年より早い時期に照準を合わせ、身体を仕上げていかねばならないことによる疲労の蓄積が心配された。岡田監督は両選手のW.B.Cでの離脱に対しては柔軟に対応し、中野、湯浅の両選手は開幕直前の3月25日にはチームに合流し3月31日の開幕戦から出場している。
しかし、その湯浅に関しては4月13日の巨人戦の登板後には右肘のコンディションが悪化し、登録を抹消されている。湯浅は5月26日に再登録されるも、6月8日の東北楽天ゴールデンイーグルス戦（楽天モバイルパーク宮城）では小深田大翔に逆転サヨナラスリーランを打たれ、本来の調子とは程遠い状態となってしまい6月16日でのオリックス戦（甲子園）では1点リードの9回1死、頓宮裕真に同点弾を打たれた後、さらには杉本裕太郎にも決勝弾を打たれ再び登録を抹消されると、復帰へ向けて調整中の7月30日の二軍ウエスタンリーグ広島戦では左わき腹の筋挫傷を負ってしまい、結果としてシーズン終了まで復帰することができなかった。ハッキリとした因果関係があったわけではないが、岡田監督は湯浅についてWBCへの出場からくる疲労もあるのではないかとの見方を示している。

### 春季キャンプからオープン戦
春季キャンプを経てオープン戦が始まると戦力の見極めが進められ、攻撃の柱となる大山、佐藤輝、近本はもちろんだが外野ではルーキーの森下、井上、板山祐太郎、新外国人のノイジーが積極的に起用され、WBCで中野が不在となった内野ではトレードで獲得した渡邉諒、正遊撃手候補の小幡竜平と木浪聖也らに加え、植田海、熊谷敬宥などが積極的に起用されている。そうした中でドラフト1位ルーキーの森下が打率.314、3本、8打点という期待以上の数字を残して開幕スタメンを勝ち取っている。対して主軸の大山、佐藤輝、近本の打率は振るわなかったものの、チームとしては12球団中最高の72得点をマークし8勝9敗の成績で12球団中8位でオープン戦を終えた。
投手では、当落線上にいた選手の結果に明暗が出ている。桐敷や二保旭、小林慶祐が結果を残せず、新外国人投手2人も怪我をするなど調整不足を露呈してしまった一方で、期待されていた石井大智や浜地真澄、加治屋蓮は結果を残した。特に石井はチーム内最多の8試合に登板をしたが、無四球無失点という素晴らしい内容を見せ、岩崎と共にセットアッパーでの起用も期待されることとなった。また、プロ入り3年目を迎えた村上頌樹は、キャンプ中の紅白戦から続けての実戦での無失点を継続させ初の開幕1軍を掴み取ったほか、ドラフト6位ルーキーの左腕、富田蓮も積極的にオープン戦で起用され、結果を残したことによって開幕1軍を勝ち取っている。
先発投手陣では、開幕投手候補の青柳と西勇輝が数字としてはやや物足りない結果を見せた以外は、概ね順調な調整であった。ところが、伊藤将が3月上旬に肩の違和感を訴えたことによって開幕には間に合わない事態となっている。

## シーズン開幕後

### 開幕戦から4月
3月31日の横浜DeNAベイスターズとの開幕戦では6打点を挙げる猛攻を見せ、開幕投手を務めた青柳晃洋も6回途中1失点で勝ち投手となり、前年までセットアッパーを務めていた湯浅が守護神としてプロ初セーブを挙げた。翌日の試合では一時4点ビハインドの状況から同点に追いつき、12回裏2死満塁の場面で山崎康晃から近本がサヨナラ打を放ち開幕カード勝ち越しを決め、3戦目も6打点を挙げて勝利を収め開幕ダッシュに成功した。開幕一軍を果たした村上頌樹が4月12日の巨人戦で7回までパーフェクトピッチングをし（8回に登板した石井の失点で村上に勝敗つかず。）、4月22日の中日ドラゴンズ戦でプロ初完投・完封勝利を飾り、さらには現役ドラフトで入団した大竹が先発登板3戦で3勝するなどしたものの開幕後は小刻みに勝ちと負けを繰り返し、その間に大型連勝したDeNAの後を追うかたちで3ゲーム差の2位に着けた。

### 5月
大型連勝（7連勝と9連勝）もあって5月終了時点で貯金17、月間19勝5敗、勝率.792という成績を残し、5月27日に両リーグ最速で30勝一番乗りを果たした。4月末時点で首位だったDeNAに対して直接対決の甲子園3連戦で3連勝し、首位奪還した。昨年、白星に恵まれなかった桐敷も5月26日の巨人戦（甲子園）でプロ初勝利を飾った。5月13日のDeNA戦で岡田監督が監督通算600勝を達成した。

### 6月からオールスターゲームまで
セ・パ交流戦開始直後は、2位のDeNAに6ゲーム差をつけて首位を独走していたが交流戦を7勝10敗1分、12球団中10位の成績で終えた。また2位横浜とのゲーム差を交流戦明けの時点で2に縮められた。交流戦を終えても投打が噛み合わず、交流戦明けのDeNA3連戦（横浜スタジアム）で3連敗を喫し首位から陥落してしまう。直後に首位に返り咲いたが、オールスター直前の試合の時点で2位の広島東洋カープに1ゲーム差に詰め寄られた。
7月にはブライアン・ケラーが右肘の故障を理由に1度も一軍の試合に登板することなく退団、新たにコルテン・ブルワーが加入した。オールスターゲームにはファン投票と監督推薦で10人が選出されたがうち近本が右肋骨の骨折、湯浅が右前腕筋挫傷により出場を辞退した。

### オールスター明けからロード期間
オールスター明けの7月後半に10連勝した広島の猛追もあり、27日の巨人戦に敗戦したことで2度目の首位陥落となった。広島に首位を明け渡したが、夏のロード前の甲子園での広島3連戦を2勝1分で制して首位を奪還した。
8月1日からの中日3連戦（バンテリンドーム）で毎年恒例となる「長期ロード」の幕が開けたが、その中日3連戦を2勝1敗で勝ち越すとDeNA3連戦（横浜スタジアム）、巨人3連戦（東京ドーム）、ヤクルト3連戦（京セラドーム）を全て全勝し、5月の9連勝を上回る球団16年ぶりとなる10連勝を記録した。うち8月9日の巨人戦勝利で貯金は20の大台を突破、勝率も6割を超えるなどチーム状態は好調を維持した中で、梅野が8月13日のヤクルト戦で死球を受け左尺骨骨折により離脱した。しかしながら、チーム状態は大崩れすることはなく8月16日の広島戦での勝利で2017年以来6年ぶりとなる長期ロード勝ち越しを決めたほか、優勝マジック29を点灯させた。22日と23日の京セラドームでの中日2連戦では連勝し、今シーズンの京セラドームでは8試合開催されたが8戦全勝という球団初の快挙を成し遂げた。なお、例年鬼門とされている長期ロードは8カード中7カードで勝ち越し、最終的に18勝5敗で貯金13と大きく勝ち越して終えた。このロード期間で、優勝マジックは21とした。

### 「ロード明け」から9月
長期ロードが明け、ひと月ぶりに本拠地甲子園に戻っての最初のカードとなった8月29日・8月30日のDeNA2連戦はともに逆転負けし、3連敗となった。特に29日は優勝マジック対象チームの広島が勝利したため、ゲーム差は6ながら残り30試合を切った状態で優勝マジックが消滅した。
その広島は30日も勝利したが翌8月31日、9月1日と連敗を喫した。一方の阪神も9月1日の神宮でのヤクルト戦で勝利したため、連敗を3で止めただけでなく優勝マジック18を再点灯させた。ヤクルト3連戦は全勝し、さらに続くバンテリンドームでの中日2連戦でも連勝し5連勝としたことで、鬼門とされたバンテリンドームでは2017年以来6年ぶりの勝ち越しも決めたほか、前回優勝した2005年以来18年ぶりの貯金30とした（この時点で優勝マジック13）。
9月8日から9月10日の広島戦（甲子園）でも3連勝し、8日は村上、9日は大竹、10日は伊藤将と、3日連続で先発投手が10勝目を記録し2桁勝利を達成。9月8日には、岩崎が球団左腕初となる30セーブ目を記録したほか、ルーキーの森下が球団新人右打者としては1980年の岡田以来となる2桁本塁打を達成した（球団新人としては2021年の佐藤輝以来。）。9月9日には広島戦の負け越しが消滅した（9日時点で12勝7敗1分）ことによりシーズン終了時に広島と同率となった際、阪神が上位に位置することが確定した（「セントラル・リーグ#順位の決め方」も参照）ため優勝マジックが1日で3減少し（マジックナンバー (野球)#例外も参照）、7となる珍事が発生した（10日時点で優勝マジック5）。また9月10日の勝利により、広島戦の勝ち越しが確定した（10日時点で13勝7敗1分）ことを受け、セ・リーグ全球団に対しての勝ち越しが確定した。その後も連勝して9月13日の巨人戦で勝利し、前月に続きシーズン2度目の10連勝（球団初。9月の10連勝は60年ぶり）、そして同日、広島がヤクルトに負けたことで優勝マジックも1となった。翌9月14日には巨人に4-3で勝利（貯金36）し、18年ぶりの優勝をシーズン最長となる11連勝で達成、2003年優勝決定日の9月15日を1日上回る球団史上最速の優勝となった。

#### 優勝決定試合のスコアボードと出場選手[33]
|      | 1 | 2 | 3 | 4 | 5 | 6 | 7 | 8 | 9 | R | H  | E |
| ---- | - | - | - | - | - | - | - | - | - | - | -- | - |
| 巨人 | 0 | 0 | 0 | 0 | 0 | 0 | 1 | 1 | 1 | 3 | 7  | 2 |
| 阪神 | 0 | 0 | 0 | 0 | 0 | 3 | 1 | 0 | X | 4 | 10 | 0 |

1. 巨：赤星（6回）、今村（1回）、菊地（1回）
2. 神：才木（7回）、岩貞（0回）、石井（0.1回）、島本（0.2回）、岩崎（1回）
3. 勝利：才木（8勝5敗0S）
4. セーブ：岩崎（3勝2敗32S）
5. 敗戦：赤星（3勝5敗0S）
6. 本塁打
巨：岡本和39号ソロ（7回・才木）、坂本19号ソロ（9回・岩崎）
神：佐藤輝20号2ラン（6回・赤星）
7. 開始：18時00分　試合時間：2時間49分　観客数：42,648人

| 巨人 | 巨人 | 巨人       |
| 打順 | 守備 | 選手       |
| ---- | ---- | ---------- |
| 1    | [右] | 長野久義   |
| 2    | [遊] | 門脇誠     |
|      | 打中 | 萩尾匡也   |
| 3    | [中] | 丸佳浩     |
|      | [二] | 増田大輝   |
| 4    | [一] | 岡本和真   |
| 5    | [三] | 坂本勇人   |
| 6    | [左] | 秋広優人   |
|      | 走   | 重信慎之介 |
| 7    | [捕] | 岸田行倫   |
|      | 投   | 今村信貴   |
|      | 投   | 菊地大稀   |
|      | 打   | 梶谷隆幸   |
| 8    | [二] | 中山礼都   |
|      | 打遊 | 北村拓己   |
| 9    | [投] | 赤星優志   |
|      | 捕   | 大城卓三   |

| 阪神 | 阪神 | 阪神       |
| 打順 | 守備 | 選手       |
| ---- | ---- | ---------- |
| 1    | [中] | 近本光司   |
| 2    | [二] | 中野拓夢   |
| 3    | [右] | 森下翔太   |
| 4    | [一] | 大山悠輔   |
| 5    | [三] | 佐藤輝明   |
| 6    | [左] | ノイジ―    |
|      | 左   | 島田海吏   |
| 7    | [捕] | 坂本誠志郎 |
| 8    | [遊] | 木浪聖也   |
| 9    | [投] | 才木浩人   |
|      | 打   | 原口文仁   |
|      | 投   | 岩貞祐太   |
|      | 投   | 石井大智   |
|      | 投   | 島本浩也   |
|      | 投   | 岩崎優     |

### レギュラーシーズン終了
10月4日にレギュラーシーズンの全日程を終えた。チームとしての最終成績は85勝53敗5分（勝率.616）。セ・リーグ全球団に勝ち越し、中でも巨人には18勝6敗1分、前年まで2連覇のヤクルトには17勝7敗1分と圧倒した。失点数（424失点）、盗塁数（79盗塁）、防御率（2.66）は前年に続いてリーグ1位を記録。それに加えて本年はシーズンを通して意識してきた四球数（494四球）、それに伴い得点数（555得点）でもリーグトップと、チーム全体として投打が噛み合ったシーズンとなった。守備面では失策数（85失策）こそ6年連続でのリーグ最下位となったものの、併殺完成数はリーグトップをマーク。坂本（捕手）、大山（一塁手）、中野（二塁手）、木浪（遊撃手）、近本（外野手）がゴールデングラブ賞を受賞した。
野手陣では、全143試合に「4番・一塁手」で出場した大山がリーグトップの99四球をマークし、出塁率.403で最高出塁率のタイトルを獲得。中野は「2番・二塁手」として、球団の二塁手としてはでは1990年の岡田彰布以来3人目となる全試合フルイニング出場を達成。さらに164安打で最多安打のタイトルも獲得し、3月のWBCからフル回転を見せた。近本は死球による離脱もありながら28盗塁をマークし、自身4度目の盗塁王を受賞。佐藤輝はシーズン中盤こそ不振だったものの終盤に復調し、チームトップの24本塁打、92打点をマーク。9・10月度の月間MVPにも選出された。木浪は主に「8番・遊撃手」として自身初の規定打席に到達。下位打線にありながら序盤は3割を超える打率をマークしていたほか、満塁時の18打数8安打（打率.444）で19打点を挙げるなど「恐怖の8番打者」として存在感を見せ、リーグトップの12敬遠を記録した。また、大山（一塁手）、木浪（遊撃手）、近本（外野手）の3人がベストナインを受賞した。
一方の投手陣では、村上が防御率1.75で最優秀防御率、新人王、MVPを受賞し、WHIPは戦後最高となる0.741を記録した。伊藤将も初の規定投球回に到達し、リーグ5位の防御率2.39をマーク。移籍組の大竹はチームトップの12勝をマークした。先発陣では他にも青柳、西勇、才木が100回以上を投げていずれも8勝をマークしている。救援陣では、抑えでの起用を明言されていた湯浅が不振に陥るも、代役として抑えを務めた岩崎が35セーブをマークし、最多セーブ投手のタイトルを獲得。中継ぎでは岩貞が24ホールド、石井が19ホールド、加治屋が16ホールド、島本が15ホールド、桐敷が14ホールドなど頭数も多く、救援防御率は2.39と抜群の安定感を見せた。

### クライマックスシリーズ
リーグ優勝した阪神はクライマックスシリーズ ファイナルステージからの出場であり、ファーストステージにおいてDeNAを2勝0敗で破った広島が対戦相手となった。最終的には広島を3勝0敗で破り、2014年以来9年ぶりとなる日本シリーズ進出が決定した。

### 日本シリーズと38年ぶりの日本一
日本一をかけて対戦する相手は阪神と同じく関西を本拠地としパ・リーグ3年連続優勝を果たしているオリックスであった。
第6戦までに両チームが3勝3敗であり、日本一決定戦は第7戦に持ち越された。第7戦ではノイジーの先制3ランを皮切りに阪神が計7得点を記録し、最終的には神7-1オで勝利。これにより阪神は1985年以来の38年ぶり2度目の日本一を達成した。

#### 日本一決定試合のスコアボードおよび出場選手[42]
|            | 1 | 2 | 3 | 4 | 5 | 6 | 7 | 8 | 9 | R | H  | E |
| ---------- | - | - | - | - | - | - | - | - | - | - | -- | - |
| 阪神       | 0 | 0 | 0 | 3 | 3 | 0 | 0 | 0 | 1 | 7 | 12 | 0 |
| オリックス | 0 | 0 | 0 | 0 | 0 | 0 | 0 | 0 | 1 | 1 | 8  | 1 |

1. 神：青柳（4.2回）、島本（0.1回）、伊藤将（3回）、桐敷（0.2回）、岩崎（0.1回）
2. オ：宮城（4.2回）、比嘉（0.1回）、小木田（1回）、宇田川（1回）、山﨑颯（1回）、東（1回）
3. 勝利：伊藤将（1勝1敗0S）
4. 敗戦：宮城（1勝1敗0S）
5. 本塁打
神：ノイジー2号3ラン（4回・宮城）
オ：頓宮3号ソロ（9回・岩崎）

野手
| 阪神 | 阪神 | 阪神       |
| 打順 | 守備 | 選手       |
| ---- | ---- | ---------- |
| 1    | [中] | 近本光司   |
| 2    | [二] | 中野拓夢   |
| 3    | [右] | 森下翔太   |
| 4    | [一] | 大山悠輔   |
| 5    | [左] | ノイジ―    |
| 6    | [指] | 原口文仁   |
|      | 打指 | 糸原健斗   |
| 7    | [三] | 佐藤輝明   |
| 8    | [遊] | 木浪聖也   |
| 9    | [捕] | 坂本誠志郎 |

| オリックス | オリックス | オリックス |
| 打順       | 守備       | 選手       |
| ---------- | ---------- | ---------- |
| 1          | [中]       | 中川圭太   |
| 2          | [三]       | 宗佑磨     |
| 3          | [遊]       | 紅林弘太郎 |
| 4          | [捕]       | 森友哉     |
| 5          | [一]       | 頓宮裕真   |
| 6          | [二]       | ゴンザレス |
| 7          | [指]       | 杉本裕太郎 |
| 8          | [右]       | 野口智哉   |
| 9          | [左]       | 福田周平   |

投手
| 阪神 | 阪神     | 阪神   |
| 選手 | 選手     | 投球回 |
| ---- | -------- | ------ |
|      | 青柳晃洋 | 4.2    |
|      | 島本浩也 | 0.1    |
| 勝   | 伊藤将司 | 3.0    |
|      | 桐敷拓馬 | 0.2    |
|      | 岩崎優   | 0.1    |

| オリックス | オリックス | オリックス |
| 選手       | 選手       | 投球回     |
| ---------- | ---------- | ---------- |
| 敗         | 宮城大弥   | 4.2        |
|            | 比嘉幹貴   | 0.1        |
|            | 小木田敦也 | 1.0        |
|            | 宇田川優希 | 1.0        |
|            | 山﨑颯一郎 | 1.0        |
|            | 東晃平     | 1.0        |

## 社会的反響
2023年の阪神は開幕4連勝しその後も安定した勝率を誇り首位を長期間キープするなどシーズン序盤から調子が良かったため前半戦のうちからファンは盛り上がりを見せており、オールスターゲームではファン投票選出選手11人中10人が阪神の選手であり、同一球団から10人選出されるのはプロ野球史上最多であった。
シーズン中は監督の岡田彰布が試合中にパインアメを頻繁に食していることが話題となり、パインアメの売り上げが8月時点で前年比2倍に増え、パインアメの滋賀工場では生産が追いつかないほどであった。
1985年以降、「阪神が優勝したら道頓堀へダイブする」という非常に危険な行為が慣例化しているため、大阪府警は優勝決定時に備え約1300人体制で道頓堀を警備した。その結果、ダイブした人の数は26人に留まり、けが人も発生しなかった。また飛び込みに備えて、大阪市が道頓堀の川の水位を50cm上げていたことがのちに分かっている。
オリックスと関西球団同士で日本一を争うことになった日本シリーズにおいて日本一決定戦となった第7戦では、カンテレの関西地区でのテレビ中継が平均視聴率38.1%、瞬間最高視聴率50.0%の高視聴率を記録した。
38年ぶりに阪神の日本一が決定した際の道頓堀は優勝決定時を遥かに凌ぐ盛り上がりぶりを見せ、御堂筋では大勢の阪神ファン同士が列を作りながらハイタッチをする光景が見られた。日本一決定時は約1300人体制で道頓堀警備を行ったため、道頓堀に飛び込んだ人は37人に留まり、けが人や逮捕者・摘発者も発生しなかった。優勝時同様、大阪市は道頓堀の水位を50cm上げている。
11月23日に御堂筋（大阪市）および三宮（神戸市）でオリックスと開催地を交代制で合同開催した優勝パレードでは、阪神側のみの参加者で65万人が来場した。
12月には岡田監督の掲げたスローガンである『アレ(A.R.E.)』が流行語大賞の年間大賞を受賞した。阪神タイガースに関する言葉が流行語大賞の年間大賞を受賞するのは史上初のことであった。
阪神のリーグ優勝および日本一による経済効果は1607億円と試算されている。

## チーム成績

### レギュラーシーズン
|   | 開幕：3/31 | 開幕：3/31 | 5/2 | 5/2        | 6/1 | 6/1        | 7/1 | 7/1        | 8/1 | 8/1        | 9/1 | 9/1        | 優勝：9/14 | 優勝：9/14 |
| - | ---------- | ---------- | --- | ---------- | --- | ---------- | --- | ---------- | --- | ---------- | --- | ---------- | ---------- | ---------- |
| 1 | 中         | 近本光司   | 中  | 近本光司   | 中  | 近本光司   | 中  | 近本光司   | 中  | 近本光司   | 中  | 近本光司   | 中         | 近本光司   |
| 2 | 二         | 中野拓夢   | 二  | 中野拓夢   | 二  | 中野拓夢   | 二  | 中野拓夢   | 二  | 中野拓夢   | 二  | 中野拓夢   | 二         | 中野拓夢   |
| 3 | 左         | ノイジー   | 左  | ノイジー   | 左  | ノイジー   | 三  | 糸原健斗   | 右  | 森下翔太   | 左  | ミエセス   | 右         | 森下翔太   |
| 4 | 一         | 大山悠輔   | 一  | 大山悠輔   | 一  | 大山悠輔   | 一  | 大山悠輔   | 一  | 大山悠輔   | 一  | 大山悠輔   | 一         | 大山悠輔   |
| 5 | 三         | 佐藤輝明   | 三  | 佐藤輝明   | 三  | 佐藤輝明   | 左  | ノイジー   | 三  | 佐藤輝明   | 三  | 佐藤輝明   | 三         | 佐藤輝明   |
| 6 | 右         | 森下翔太   | 右  | 小野寺暖   | 指  | 渡邉諒     | 右  | 前川右京   | 左  | ノイジー   | 右  | 森下翔太   | 左         | ノイジー   |
| 7 | 捕         | 梅野隆太郎 | 捕  | 梅野隆太郎 | 右  | 森下翔太   | 捕  | 梅野隆太郎 | 捕  | 梅野隆太郎 | 捕  | 坂本誠志郎 | 捕         | 坂本誠志郎 |
| 8 | 遊         | 小幡竜平   | 遊  | 木浪聖也   | 遊  | 木浪聖也   | 遊  | 木浪聖也   | 遊  | 木浪聖也   | 遊  | 木浪聖也   | 遊         | 木浪聖也   |
| 9 | 投         | 青柳晃洋   | 投  | 青柳晃洋   | 捕  | 坂本誠志郎 | 投  | 伊藤将司   | 投  | 西純矢     | 投  | 村上頌樹   | 投         | 才木浩人   |
|   |            |            |     |            | 投  | 伊藤将司   |     |            |     |            |     |            |            |            |

| 順位 | 4月終了時 | 4月終了時 | 5月終了時 | 5月終了時 | 6月終了時 | 6月終了時 | 7月終了時 | 7月終了時 | 8月終了時 | 8月終了時 | 最終成績 | 最終成績 |
| ---- | --------- | --------- | --------- | --------- | --------- | --------- | --------- | --------- | --------- | --------- | -------- | -------- |
| 1位  | DeNA      | ---       | 阪神      | ---       | 阪神      | ---       | 阪神      | ---       | 阪神      | ---       | 阪神     | ---      |
| 2位  | 阪神      | 3.0       | DeNA      | 6.0       | DeNA      | 1.5       | 広島      | 1.0       | 広島      | 5.5       | 広島     | 11.5     |
| 3位  | 広島      | 4.5       | 広島      | 7.5       | 広島      | 2.0       | DeNA      | 5.5       | DeNA      | 10.5      | DeNA     | 12.0     |
| 4位  | ヤクルト  | 5.5       | 巨人      | 9.0       | 巨人      | 4.5       | 巨人      | 6.0       | 巨人      | 12.5      | 巨人     | 15.5     |
| 5位  | 巨人      | 6.0       | 中日      | 14.5      | 中日      | 12.5      | ヤクルト  | 13.5      | ヤクルト  | 22.0      | ヤクルト | 29.0     |
| 6位  | 中日      | 8.0       | ヤクルト  | 15.0      | ヤクルト  | 13.5      | 中日      | 17.0      | 中日      | 25.5      | 中日     | 29.0     |

| 順位 | 球団                   | 勝 | 敗 | 分 | 勝率 | 差   |
| 1位  | 阪神タイガース         | 85 | 53 | 5  | .616 | 優勝 |
| 2位  | 広島東洋カープ         | 74 | 65 | 4  | .532 | 11.5 |
| 3位  | 横浜DeNAベイスターズ   | 74 | 66 | 3  | .529 | 12.0 |
| 4位  | 読売ジャイアンツ       | 71 | 70 | 2  | .504 | 15.5 |
| 5位  | 東京ヤクルトスワローズ | 57 | 83 | 3  | .407 | 29.0 |
| 6位  | 中日ドラゴンズ         | 56 | 82 | 5  | .406 | 29.0 |

#### セ・パ交流戦
| 順位 | 球団                         | 勝 | 敗 | 分 | 勝率 | 差   |
| 1位  | 横浜DeNAベイスターズ         | 11 | 7  | 0  | .611 | 優勝 |
| 2位  | 福岡ソフトバンクホークス     | 11 | 7  | 0  | .611 | 0.0  |
| 3位  | 読売ジャイアンツ             | 11 | 7  | 0  | .611 | 0.0  |
| 4位  | オリックス・バファローズ     | 11 | 7  | 0  | .611 | 0.0  |
| 5位  | 北海道日本ハムファイターズ   | 10 | 8  | 0  | .556 | 1.0  |
| 6位  | 東北楽天ゴールデンイーグルス | 9  | 9  | 0  | .500 | 2.0  |
| 7位  | 広島東洋カープ               | 9  | 9  | 0  | .500 | 2.0  |
| 8位  | 千葉ロッテマリーンズ         | 7  | 9  | 2  | .438 | 3.0  |
| 9位  | 中日ドラゴンズ               | 7  | 10 | 1  | .412 | 3.5  |
| 10位 | 阪神タイガース               | 7  | 10 | 1  | .412 | 3.5  |
| 11位 | 東京ヤクルトスワローズ       | 7  | 11 | 0  | .389 | 4.0  |
| 12位 | 埼玉西武ライオンズ           | 6  | 12 | 0  | .333 | 5.0  |

### クライマックスシリーズ
| 日付                 | 試合           | ビジター球団（先攻） | スコア | ホーム球団（後攻） | 開催球場       |
| アドバンテージ       | アドバンテージ | 広島東洋カープ       |        | 阪神タイガース     |                |
| 10月18日（水）       | 第1戦          | 広島東洋カープ       | 1 - 4  | 阪神タイガース     | 阪神甲子園球場 |
| 10月19日（木）       | 第2戦          | 広島東洋カープ       | 1 - 2x | 阪神タイガース     | 阪神甲子園球場 |
| 10月20日（金）       | 第3戦          | 広島東洋カープ       | 2 - 4  | 阪神タイガース     | 阪神甲子園球場 |
| 勝者：阪神タイガース |                |                      |        |                    |                |

### 日本シリーズ
| 日付                                  | 試合   | ビジター球団（先攻）     | スコア | ホーム球団（後攻）       | 開催球場         |
| ------------------------------------- | ------ | ------------------------ | ------ | ------------------------ | ---------------- |
| 10月28日（土）                        | 第1戦  | 阪神タイガース           | 8 - 0  | オリックス・バファローズ | 京セラドーム大阪 |
| 10月29日（日）                        | 第2戦  | 阪神タイガース           | 0 - 8  | オリックス・バファローズ | 京セラドーム大阪 |
| 10月30日（月）                        | 移動日 | 移動日                   | 移動日 | 移動日                   | 移動日           |
| 10月31日（火）                        | 第3戦  | オリックス・バファローズ | 5 - 4  | 阪神タイガース           | 阪神甲子園球場   |
| 11月1日（水）                         | 第4戦  | オリックス・バファローズ | 3 - 4x | 阪神タイガース           | 阪神甲子園球場   |
| 11月2日（木）                         | 第5戦  | オリックス・バファローズ | 2 - 6  | 阪神タイガース           | 阪神甲子園球場   |
| 11月3日（金）                         | 移動日 | 移動日                   | 移動日 | 移動日                   | 移動日           |
| 11月4日（土）                         | 第6戦  | 阪神タイガース           | 1 - 5  | オリックス・バファローズ | 京セラドーム大阪 |
| 11月5日（日）                         | 第7戦  | 阪神タイガース           | 7 - 1  | オリックス・バファローズ | 京セラドーム大阪 |
| 優勝：阪神タイガース（38年ぶり2回目） |        |                          |        |                          |                  |

### 達成記録
- 5月19日 - 佐藤輝明が広島7回戦（甲子園）で4回に玉村昇悟から本塁打を放ち2リーグ制後の球団通算8000本塁打、史上11球団目[54]

### 記録
- シーズン3度の9連勝：5月20日 - 同30日（9連勝）、8月3日 - 同13日（10連勝）、9月1日 - 同14日（11連勝） ※球団史上初[55][注 11]。
- シーズン2度の10連勝：8月3日 - 同13日、9月1日 - 14日（11連勝） ※球団史上初[57]。8月の10連勝については、球団では2007年以来16年ぶり12度目であった[58][注 12]
- 11連勝：9月1日 - 14日 ※2リーグ制後では最長、1982年以来41年ぶり5度目のタイ記録（球団連勝記録は、いずれも1リーグ時代である1937年と1946年の14連勝)[59]。
- 勝ち越し30：9月6日 ※球団では2005年以来18年ぶり7度目[60]。
- セ・リーグ全球団勝ち越し ※球団では1962年以来61年ぶり2度目[61]、セ・リーグでは2016年の広島東洋カープ以来[62]。
- セ・リーグ全球団同一カード三連勝 ※球団では2007年以来16年ぶり
- 勝ち越し35：9月13日 ※球団では2003年（勝ち越し36）以来20年ぶり[63]（最終成績は貯金32）。
- 対巨人戦年間18勝（最終成績は18勝6敗1分）※新記録
- 球団史上最速の優勝決定：9月14日 ※2003年の9月15日を1日更新[64]。
- 2桁連勝で優勝達成：セ・リーグでは初、パ・リーグも含めると1958年の西鉄ライオンズ（13連勝）以来2度目[64]。

## 入団・退団

### シーズン開幕前
| 支配下選手 | 支配下選手 | 支配下選手                 | 支配下選手   | 支配下選手 | 支配下選手       | 支配下選手                            | 支配下選手       |
| 登録       | 登録       | 登録                       | 登録         | 抹消       | 抹消             | 抹消                                  | 抹消             |
| No         | 選手名     | 前所属                     | 区分         | No         | 選手名           | 去就                                  | 区分             |
| 投手       | 投手       | 投手                       | 投手         | 投手       | 投手             | 投手                                  | 投手             |
| ---------- | ---------- | -------------------------- | ------------ | ---------- | ---------------- | ------------------------------------- | ---------------- |
| 24         | B.ケラー   | レッドソックス傘下         | 新外国人     | 19         | 藤浪晋太郎       | アスレチックス                        | ポスティング移籍 |
| 30         | 門別啓人   | 東海大札幌高               | ドラフト2位  | 40         | 尾仲祐哉         | 東京ヤクルトスワローズ                |                  |
| 48         | 茨木秀俊   | 帝京長岡高                 | ドラフト4位  | 43         | 守屋功輝         | 日本製鉄鹿島                          |                  |
| 49         | 大竹耕太郎 | 福岡ソフトバンクホークス   | 現役ドラフト | 44         | アルカンタラ     | 斗山ベアーズ                          |                  |
| 50         | 富田蓮     | 三菱自動車岡崎             | ドラフト6位  | 48         | 齋藤友貴哉       | 北海道日本ハムファイターズ            | トレード         |
| 99         | ビーズリー | パイレーツ傘下             | 新外国人     | 49         | ガンケル         | 福岡ソフトバンクホークス              |                  |
|            |            |                            |              | 52         | ウィルカーソン   | アスレチックス傘下                    |                  |
|            |            |                            |              | 98         | 小野泰己         | オリックス・バファローズ育成          |                  |
| 内野手     |            |                            |              |            |                  |                                       |                  |
| 25         | 渡邉諒     | 北海道日本ハムファイターズ | トレード     | 31         | マルテ           | ジェネラルズ                          |                  |
| 43         | 髙濱祐仁   | 北海道日本ハムファイターズ | トレード     | 55         | 陽川尚将         | 埼玉西武ライオンズ                    | 現役ドラフト     |
| 44         | 戸井零士   | 天理高                     | ドラフト5位  | 91         | ロドリゲス       | ブルズ                                |                  |
| 外野手     |            |                            |              |            |                  |                                       |                  |
| 1          | 森下翔太   | 中央大学                   | ドラフト1位  | 7          | 糸井嘉男         | 球団スペシャルアンバサダー 野球解説者 | 引退             |
| 7          | ノイジー   | アスレチックス             | 新外国人     | 24         | ロハス・ジュニア | ブルズ                                |                  |
| 40         | 井坪陽生   | 関東第一高                 | ドラフト3位  | 25         | 江越大賀         | 北海道日本ハムファイターズ            | トレード         |
| 55         | ミエセス   | レッドソックス傘下         | 新外国人     |            |                  |                                       |                  |

| 育成選手 | 育成選手 | 育成選手     | 育成選手        | 育成選手 | 育成選手 | 育成選手 | 育成選手           |
| 登録     | 登録     | 登録         | 登録            | 抹消     | 抹消     | 抹消     | 抹消               |
| No       | 選手名   | 前所属       | 区分            | No       | 選手名   | 去就     | 区分               |
| 投手     | 投手     | 投手         | 投手            | 投手     | 投手     | 投手     | 投手               |
| -------- | -------- | ------------ | --------------- | -------- | -------- | -------- | ------------------ |
| 124      | 望月惇志 | 育成選手     | 再契約          | 124      | 望月惇志 | 再契約   | 規定による自由契約 |
| 127      | 川原陸   | 育成選手     | 再契約          | 126      | 牧丈一郎 |          |                    |
|          |          |              |                 | 127      | 川原陸   | 再契約   | 規定による自由契約 |
| 外野手   |          |              |                 |          |          |          |                    |
| 121      | 野口恭佑 | 九州産業大学 | 育成ドラフト1位 |          |          |          |                    |

### シーズン開幕後
本節では、本シーズン開幕から終了までの入退団について記述する。
| 支配下選手・育成選手 | 支配下選手・育成選手 | 支配下選手・育成選手 | 支配下選手・育成選手 | 支配下選手・育成選手 | 支配下選手・育成選手 | 支配下選手・育成選手 | 支配下選手・育成選手 | 支配下選手・育成選手 | 支配下選手・育成選手 | 支配下選手・育成選手 |      |
| 登録                 | 登録                 | 登録                 | 登録                 | 登録                 | 登録                 | 抹消                 | 抹消                 | 抹消                 | 抹消                 | 抹消                 | 抹消 |
| 月                   | No                   | 選手名               | 守備                 | 前所属               | 区分                 | No                   | 選手名               | 守備                 | 区分                 | 去就                 |      |
| -------------------- | -------------------- | -------------------- | -------------------- | -------------------- | -------------------- | -------------------- | -------------------- | -------------------- | -------------------- | -------------------- | ---- |
| 7月                  | 98                   | ブルワー             | 投手                 | ヤンキース           | 新外国人             |                      |                      |                      |                      |                      |      |
| 7月                  |                      |                      |                      |                      |                      | 24                   | B.ケラー             | 投手                 | 自由契約             |                      |      |

## マイナビオールスターゲーム2023選出選手
| コーチ     | 岡田彰布                | 岡田彰布                | 岡田彰布                | 岡田彰布                | 岡田彰布                | 岡田彰布                | 岡田彰布                | 岡田彰布                | 岡田彰布                  | 岡田彰布                  |
| ファン投票 | 村上頌樹 （先発部門）   | 村上頌樹 （先発部門）   | 岩崎優 （中継ぎ部門）   | 岩崎優 （中継ぎ部門）   | 湯浅京己 （抑え部門）   | 湯浅京己 （抑え部門）   | 梅野隆太郎 （捕手部門） | 梅野隆太郎 （捕手部門） | 大山悠輔 （一塁手部門）   | 大山悠輔 （一塁手部門）   |
| ファン投票 | 中野拓夢 （二塁手部門） | 中野拓夢 （二塁手部門） | 佐藤輝明 （三塁手部門） | 佐藤輝明 （三塁手部門） | 木浪聖也 （遊撃手部門） | 木浪聖也 （遊撃手部門） | 近本光司 （外野手部門） | 近本光司 （外野手部門） | S.ノイジー （外野手部門） | S.ノイジー （外野手部門） |
| 選手間投票 | 村上頌樹 （投手部門）   | 村上頌樹 （投手部門）   | 村上頌樹 （投手部門）   | 村上頌樹 （投手部門）   | 村上頌樹 （投手部門）   | 近本光司 （外野手部門） | 近本光司 （外野手部門） | 近本光司 （外野手部門） | 近本光司 （外野手部門）   | 近本光司 （外野手部門）   |
| 監督推薦   | 大竹耕太郎              | 大竹耕太郎              | 大竹耕太郎              | 大竹耕太郎              | 大竹耕太郎              | 大竹耕太郎              | 大竹耕太郎              | 大竹耕太郎              | 大竹耕太郎                | 大竹耕太郎                |

- 同一球団から10人がファン投票で選出されたのは史上最多[77]。

## 代表選出選手

### 2023 ワールド・ベースボール・クラシック
日本代表
- 湯浅京己
- 中野拓夢

### アジアプロ野球チャンピオンシップ2023
日本代表
- 及川雅貴
- 桐敷拓馬
- 佐藤輝明
- 森下翔太

## 選手・スタッフ
- 背番号変更

岩貞祐太 17→14
青柳晃洋 50→17
小野寺暖 97→60
- 守備位置変更

髙濱祐仁 内野手→外野手（2月変更）

## 個人成績

### 投手成績
- 色付きは規定投球回数（143イニング）以上の選手
- 太字はリーグ最高
- 完封合計は継投も含む

| 選手       | 登 板 | 完 投 | 完 封 | 勝 利 | 敗 戦 | セ 丨 ブ | ホ 丨 ル ド | 勝 率 | 投 球 回 | 被 安 打 | 被 本 塁 打 | 与 四 球 | 与 死 球 | 奪 三 振 | 失 点 | 自 責 点 | 防 御 率 |
| ---------- | ----- | ----- | ----- | ----- | ----- | -------- | ----------- | ----- | -------- | -------- | ----------- | -------- | -------- | -------- | ----- | -------- | -------- |
| 伊藤将司   | 21    | 3     | 2     | 10    | 5     | 0        | 0           | .667  | 146.2    | 120      | 8           | 21       | 4        | 91       | 40    | 39       | 2.39     |
| 村上頌樹   | 22    | 2     | 1     | 10    | 6     | 0        | 1           | .625  | 144.1    | 92       | 9           | 15       | 1        | 137      | 30    | 28       | 1.75     |
| 大竹耕太郎 | 21    | 1     | 1     | 12    | 2     | 0        | 0           | .857  | 131.2    | 122      | 10          | 12       | 3        | 82       | 36    | 33       | 2.26     |
| 才木浩人   | 19    | 1     | 1     | 8     | 5     | 0        | 1           | .615  | 118.2    | 88       | 8           | 36       | 2        | 107      | 29    | 24       | 1.82     |
| 西勇輝     | 18    | 2     | 1     | 8     | 5     | 0        | 0           | .615  | 108.1    | 106      | 8           | 24       | 8        | 56       | 47    | 43       | 3.57     |
| 青柳晃洋   | 18    | 0     | 0     | 8     | 6     | 0        | 0           | .571  | 100.1    | 102      | 6           | 38       | 9        | 64       | 54    | 51       | 4.57     |
| 西純矢     | 17    | 1     | 0     | 5     | 2     | 0        | 0           | .714  | 72.1     | 79       | 9           | 28       | 3        | 45       | 33    | 31       | 3.86     |
| 岩崎優     | 60    | 0     | 0     | 3     | 3     | 35       | 12          | .500  | 56.0     | 32       | 3           | 14       | 2        | 62       | 13    | 11       | 1.77     |
| 岩貞祐太   | 50    | 0     | 0     | 1     | 0     | 0        | 24          | 1.000 | 43.1     | 36       | 2           | 12       | 2        | 30       | 15    | 13       | 2.70     |
| ビーズリー | 18    | 0     | 0     | 1     | 2     | 0        | 0           | .333  | 41.0     | 35       | 1           | 13       | 1        | 43       | 12    | 10       | 2.20     |
| 桐敷拓馬   | 27    | 0     | 0     | 2     | 0     | 0        | 14          | 1.000 | 40.1     | 28       | 1           | 12       | 0        | 40       | 10    | 8        | 1.79     |
| 石井大智   | 44    | 0     | 0     | 1     | 1     | 0        | 19          | .500  | 40.0     | 43       | 2           | 8        | 1        | 29       | 8     | 6        | 1.35     |
| 加治屋蓮   | 51    | 0     | 0     | 1     | 5     | 1        | 16          | .167  | 38.2     | 34       | 3           | 13       | 2        | 32       | 12    | 11       | 2.56     |
| 及川雅貴   | 33    | 0     | 0     | 3     | 1     | 0        | 7           | .750  | 36.1     | 28       | 2           | 14       | 2        | 40       | 10    | 9        | 2.23     |
| 浜地真澄   | 30    | 0     | 0     | 3     | 1     | 0        | 6           | .750  | 27.2     | 32       | 6           | 6        | 0        | 23       | 18    | 18       | 5.86     |
| 島本浩也   | 35    | 0     | 0     | 4     | 2     | 0        | 15          | .667  | 26.2     | 19       | 0           | 3        | 1        | 20       | 6     | 5        | 1.69     |
| ケラー     | 27    | 0     | 0     | 1     | 0     | 1        | 8           | 1.000 | 26.1     | 22       | 1           | 16       | 1        | 28       | 7     | 5        | 1.71     |
| 馬場皐輔   | 19    | 0     | 0     | 2     | 1     | 0        | 3           | .667  | 22.0     | 17       | 2           | 8        | 0        | 22       | 8     | 6        | 2.45     |
| 富田蓮     | 9     | 0     | 0     | 1     | 2     | 0        | 0           | .333  | 16.0     | 14       | 2           | 5        | 0        | 10       | 11    | 8        | 4.50     |
| 湯浅京己   | 15    | 0     | 0     | 0     | 2     | 8        | 3           | .000  | 14.1     | 15       | 3           | 8        | 0        | 15       | 8     | 7        | 4.40     |
| ブルワー   | 13    | 0     | 0     | 0     | 1     | 0        | 2           | .000  | 11.1     | 6        | 1           | 6        | 0        | 14       | 5     | 3        | 2.38     |
| 秋山拓巳   | 2     | 0     | 0     | 0     | 1     | 0        | 0           | .000  | 9.2      | 16       | 1           | 1        | 0        | 7        | 8     | 8        | 7.45     |
| 門別啓人   | 2     | 0     | 0     | 0     | 0     | 0        | 0           | ----  | 8.0      | 13       | 0           | 1        | 0        | 5        | 3     | 3        | 3.38     |
| 岡留英貴   | 8     | 0     | 0     | 1     | 0     | 0        | 0           | 1.000 | 7.0      | 5        | 0           | 1        | 0        | 6        | 1     | 1        | 1.29     |
| 小林慶祐   | 1     | 0     | 0     | 0     | 0     | 0        | 0           | ----  | 1.0      | 1        | 0           | 0        | 0        | 1        | 0     | 0        | 0.00     |
| 合計       | 合計  | 10    | 18    | 85    | 53    | 45       | 131         | .616  | 1288.0   | 1105     | 88          | 315      | 42       | 1009     | 424   | 381      | 2.66     |

### 打撃成績
- 色付きは規定打席（443打席）以上の選手
- 太字はリーグ最高

| 選手       | 試 合 | 打 席 | 打 数 | 得 点 | 安 打 | 二 塁 打 | 三 塁 打 | 本 塁 打 | 塁 打 | 打 点 | 盗 塁 | 盗 塁 死 | 犠 打 | 犠 飛 | 四 球 | 死 球 | 三 振 | 併 殺 打 | 打 率 | 出 塁 率 |
| ---------- | ----- | ----- | ----- | ----- | ----- | -------- | -------- | -------- | ----- | ----- | ----- | -------- | ----- | ----- | ----- | ----- | ----- | -------- | ----- | -------- |
| 中野拓夢   | 143   | 660   | 575   | 80    | 164   | 17       | 5        | 2        | 197   | 40    | 20    | 12       | 21    | 5     | 57    | 2     | 107   | 5        | .2852 | .349     |
| 大山悠輔   | 143   | 625   | 513   | 80    | 148   | 29       | 0        | 19       | 234   | 78    | 3     | 3        | 0     | 8     | 99    | 5     | 120   | 13       | .288  | .403     |
| 近本光司   | 129   | 585   | 501   | 83    | 143   | 24       | 12       | 8        | 215   | 54    | 28    | 3        | 0     | 5     | 67    | 12    | 71    | 6        | .2854 | .379     |
| 佐藤輝明   | 132   | 548   | 486   | 70    | 128   | 30       | 6        | 24       | 242   | 92    | 7     | 5        | 0     | 4     | 54    | 4     | 139   | 4        | .263  | .339     |
| ノイジー   | 133   | 516   | 475   | 42    | 114   | 13       | 1        | 9        | 156   | 56    | 0     | 0        | 0     | 3     | 36    | 2     | 85    | 13       | .240  | .295     |
| 木浪聖也   | 127   | 470   | 408   | 41    | 109   | 22       | 1        | 1        | 136   | 41    | 0     | 0        | 20    | 7     | 31    | 4     | 103   | 13       | .267  | .320     |
| 森下翔太   | 94    | 377   | 333   | 42    | 79    | 14       | 1        | 10       | 125   | 41    | 1     | 0        | 0     | 4     | 29    | 11    | 70    | 6        | .237  | .316     |
| 坂本誠志郎 | 84    | 289   | 243   | 10    | 55    | 5        | 1        | 0        | 62    | 21    | 0     | 0        | 18    | 5     | 19    | 4     | 62    | 4        | .226  | .288     |
| 梅野隆太郎 | 72    | 251   | 217   | 17    | 42    | 4        | 0        | 1        | 49    | 19    | 3     | 1        | 1     | 3     | 28    | 2     | 56    | 6        | .194  | .288     |
| ミエセス   | 60    | 143   | 126   | 11    | 28    | 3        | 0        | 5        | 46    | 16    | 0     | 0        | 0     | 2     | 14    | 1     | 45    | 3        | .222  | .301     |
| 島田海吏   | 101   | 121   | 110   | 12    | 16    | 0        | 1        | 1        | 21    | 6     | 7     | 1        | 1     | 0     | 7     | 3     | 26    | 4        | .145  | .217     |
| 前川右京   | 33    | 107   | 94    | 6     | 24    | 3        | 2        | 0        | 31    | 7     | 0     | 2        | 0     | 0     | 9     | 4     | 25    | 1        | .255  | .346     |
| 小幡竜平   | 47    | 91    | 78    | 12    | 22    | 1        | 1        | 0        | 25    | 8     | 3     | 1        | 5     | 0     | 8     | 0     | 23    | 0        | .282  | .349     |
| 渡邉諒     | 59    | 85    | 79    | 8     | 14    | 4        | 0        | 2        | 24    | 10    | 0     | 0        | 0     | 1     | 5     | 0     | 18    | 5        | .177  | .224     |
| 糸原健斗   | 69    | 83    | 72    | 1     | 17    | 1        | 0        | 0        | 18    | 5     | 0     | 0        | 0     | 0     | 9     | 2     | 16    | 1        | .236  | .337     |
| 小野寺暖   | 43    | 83    | 75    | 8     | 26    | 2        | 2        | 0        | 32    | 11    | 0     | 0        | 1     | 0     | 7     | 0     | 12    | 0        | .347  | .402     |
| 原口文仁   | 54    | 56    | 52    | 2     | 10    | 1        | 0        | 2        | 17    | 8     | 0     | 0        | 0     | 0     | 3     | 1     | 18    | 2        | .192  | .250     |
| 伊藤将司   | 21    | 52    | 43    | 1     | 5     | 0        | 0        | 0        | 5     | 2     | 0     | 0        | 7     | 0     | 2     | 0     | 26    | 1        | .116  | .156     |
| 村上頌樹   | 22    | 49    | 44    | 2     | 6     | 0        | 0        | 0        | 6     | 0     | 0     | 0        | 3     | 0     | 2     | 0     | 23    | 2        | .136  | .174     |
| 大竹耕太郎 | 21    | 48    | 41    | 2     | 4     | 1        | 0        | 0        | 5     | 3     | 0     | 0        | 5     | 0     | 2     | 0     | 27    | 1        | .098  | .140     |
| 井上広大   | 13    | 37    | 35    | 3     | 8     | 2        | 1        | 0        | 12    | 7     | 0     | 0        | 0     | 0     | 2     | 0     | 18    | 0        | .229  | .270     |
| 青柳晃洋   | 18    | 37    | 32    | 1     | 4     | 1        | 0        | 0        | 5     | 4     | 0     | 0        | 5     | 0     | 0     | 0     | 12    | 0        | .125  | .125     |
| 才木浩人   | 19    | 35    | 32    | 1     | 1     | 0        | 0        | 0        | 1     | 0     | 0     | 0        | 3     | 0     | 0     | 0     | 21    | 0        | .031  | .031     |
| 西勇輝     | 18    | 33    | 28    | 1     | 1     | 1        | 0        | 0        | 2     | 0     | 0     | 0        | 5     | 0     | 0     | 0     | 12    | 1        | .036  | .036     |
| 西純矢     | 17    | 25    | 22    | 2     | 5     | 1        | 0        | 0        | 6     | 5     | 0     | 0        | 2     | 0     | 1     | 0     | 9     | 0        | .227  | .261     |
| 板山祐太郎 | 12    | 17    | 17    | 1     | 1     | 0        | 0        | 0        | 1     | 0     | 0     | 0        | 0     | 0     | 0     | 0     | 7     | 1        | .059  | .059     |
| 長坂拳弥   | 10    | 12    | 9     | 0     | 2     | 0        | 0        | 0        | 2     | 0     | 0     | 0        | 3     | 0     | 0     | 0     | 3     | 0        | .222  | .222     |
| ビーズリー | 18    | 11    | 11    | 0     | 0     | 0        | 0        | 0        | 0     | 0     | 0     | 0        | 0     | 0     | 0     | 0     | 7     | 0        | .000  | .000     |
| 熊谷敬宥   | 26    | 9     | 6     | 7     | 2     | 0        | 0        | 0        | 2     | 0     | 3     | 1        | 1     | 0     | 2     | 0     | 2     | 0        | .333  | .500     |
| 桐敷拓馬   | 27    | 6     | 6     | 0     | 1     | 0        | 0        | 0        | 1     | 0     | 0     | 0        | 0     | 0     | 0     | 0     | 3     | 0        | .167  | .167     |
| 榮枝裕貴   | 2     | 4     | 3     | 0     | 1     | 0        | 0        | 0        | 1     | 0     | 0     | 0        | 1     | 0     | 0     | 0     | 1     | 0        | .333  | .333     |
| 秋山拓巳   | 2     | 4     | 3     | 0     | 0     | 0        | 0        | 0        | 0     | 0     | 0     | 0        | 1     | 0     | 0     | 0     | 2     | 0        | .000  | .000     |
| 植田海     | 28    | 3     | 1     | 9     | 0     | 0        | 0        | 0        | 0     | 0     | 4     | 0        | 1     | 0     | 1     | 0     | 0     | 0        | .000  | .500     |
| 馬場皐輔   | 19    | 3     | 3     | 0     | 0     | 0        | 0        | 0        | 0     | 0     | 0     | 0        | 0     | 0     | 0     | 0     | 2     | 0        | .000  | .000     |
| 門別啓人   | 2     | 2     | 2     | 0     | 0     | 0        | 0        | 0        | 0     | 0     | 0     | 0        | 0     | 0     | 0     | 0     | 2     | 0        | .000  | .000     |
| 及川雅貴   | 33    | 1     | 0     | 0     | 0     | 0        | 0        | 0        | 0     | 0     | 0     | 0        | 1     | 0     | 0     | 0     | 0     | 0        | ----  | ----     |
| 富田蓮     | 9     | 1     | 0     | 0     | 0     | 0        | 0        | 0        | 0     | 0     | 0     | 0        | 1     | 0     | 0     | 0     | 0     | 0        | ----  | ----     |
| 合計       | 合計  | 5479  | 4775  | 555   | 1180  | 179      | 34       | 84       | 1679  | 534   | 79    | 29       | 106   | 47    | 494   | 57    | 1173  | 92       | .247  | .322     |

### タイトル
- 中野拓夢
  - 最多安打（初）
- 近本光司
  - 盗塁王（2年連続4度目）
- 大山悠輔
  - 最高出塁率（初）
- 村上頌樹
  - 最優秀防御率（初）
- 岩崎優
  - 最多セーブ投手（初）

### 表彰
- 村上頌樹
  - 最優秀選手（初）
  - 新人王
    - 最優秀選手と新人王の同時受賞は、1980年の木田勇（日本ハム）、1990年の野茂英雄（近鉄）に次いで史上3人目で、セ・リーグでは初[78]。

  - 月間JERAセ・リーグAWARD〈3・4月〉（初）
  - 月間MVP〈投手4月〉（初）
- 大山悠輔
  - ベストナイン（一塁手部門、初）
  - ゴールデングラブ賞（一塁手部門、初）
  - 日本シリーズ SMBCみんなの声援賞
- 木浪聖也
  - ベストナイン（遊撃手部門、初）
  - ゴールデングラブ賞（遊撃手部門、初）
  - クライマックスシリーズMVP
- 近本光司
  - ベストナイン（外野手部門、3年連続3度目）
  - ゴールデングラブ賞（外野手部門、3年連続3度目）
  - 日本シリーズMVP
- 坂本誠志郎
  - ゴールデングラブ賞（捕手部門、初）
- 中野拓夢
  - ゴールデングラブ賞（二塁手部門、初）
- 岡田彰布
  - 正力松太郎賞
  - セ・リーグ 連盟特別表彰（最優秀監督賞）
- 大竹耕太郎
  - 月間MVP〈投手5月〉（初）
- 佐藤輝明
  - 月間JERAセ・リーグAWARD〈9・10月〉（初）
  - 月間MVP〈野手9・10月〉（2年ぶり2度目）
- 森下翔太
  - 日本シリーズ優秀選手賞
- S.ノイジー
  - 日本シリーズ優秀選手賞

### 達成記録
- 5月13日 - 岡田彰布監督がDeNA6回戦（甲子園）で勝利したことにより監督通算600勝、史上25人目[79]。
- 6月14日 - 西勇輝がオリックス2回戦（甲子園）で先発し勝利したことにより全球団勝利を達成。史上20人目で平成生まれでは初[80]。
- 9月14日 - 佐藤輝明が巨人23回戦（甲子園）で6回に赤星優志から本塁打を放ち新人の年から3年連続20本塁打を記録、史上7人目
- 9月14日 - 岡田彰布監督が巨人23回戦（甲子園）で勝利し優勝を決めたことにより、65歳の優勝監督としては星野仙一（2013年の楽天）と並びNPB史上最年長タイ、セ・リーグでは長嶋茂雄（2000年の巨人）の64歳を抜く最年長[64]。
- 9月21日 - 近本光司が巨人25回戦（甲子園）で1回に赤星優志から安打を放ち通算768安打、プロ入りから5年間で安打数最多の長野久義（巨人）を抜いて歴代最多を更新[81]。
- 11月5日 - 森下翔太がオリックスとの日本シリーズ第7戦（京セラドーム）で9回一死二塁の状況で打席に立ち、打点をあげたことにより日本シリーズ7打点目を記録し、過去4人が持っていた新人最多打点記録（6）を更新、新記録を達成。また、その安打でこの試合3本目の安打となり、新人の猛打賞は1988年の日本シリーズ・西武対中日の第5戦（西武）で音重鎮（中日）が記録して以来35年ぶり7人目[82]。さらに、岡田彰布が星野仙一とともに監督として史上最年長で日本一を達成（厳密には、岡田は当日時点では65歳であったが、11月25日に星野仙一が達成した時と同じ66歳となる）。

### 球団記録
- 6月10日 - 加治屋蓮が球団史上最長となる開幕から22試合連続無失点[83][注 16]
  - 6月14日 - 連続試合無失点記録が22試合でストップ[83]。

## 試合結果
| 凡例     | 凡例     | 凡例     | 凡例 |
| 勝利試合 | 敗北試合 | 引き分け | 中止 |
| -------- | -------- | -------- | ---- |

## 出来事
- 1月13日 - 現役時代は二度の三冠王を獲得したOBのランディ・バースが、エキスパート部門で野球殿堂入りを果たした[84]。NPBで外国人枠（外国籍）にて入団した選手としては、同年のプレイヤー部門で選出されたアレックス・ラミレスと共に野球殿堂入りを果たした[85]。なお、バースは3月31日の開幕戦において始球式を務めている
- 1月14日 - ポスティングシステムを行使していた藤浪晋太郎がMLBのオークランド・アスレチックス入団を発表[86]
- 1月26日 - 中野拓夢と湯浅京己が2023WBCの侍ジャパンに選ばれたことが発表された[87]
- 5月11日 - 現役時代は西鉄ライオンズで活躍し、阪神では1980年途中から約2年間監督を務めた中西太が東京都内の病院で間質性肺炎により死去[88]。享年91（90歳没）。
- 6月12日 - 現役時代は中日ドラゴンズで活躍し、阪神では1966年から約4か月を監督を務めた杉下茂が東京都の自宅で心不全により死去[89]。享年99（97歳没）。
- 7月18日 - 2013年度ドラフト2位入団で2019年まで在籍した横田慎太郎が、神戸市内の病院で脳腫瘍により死去[90]。享年29（28歳没）。
- 7月25日 - B.ケラーの自由契約を発表[91]
- 7月25日 - 巨人12回戦（甲子園）及び、ウエスタンリーグのソフトバンク21回戦（鳴尾浜）で、先日亡くなった横田慎太郎の追悼試合として開催した
- 8月18日 - 岡田彰布監督がDeNA18回戦（横浜）で9回の熊谷敬宥の二盗に対し最初はセーフだったが、DeNA側のリクエストでアウトに覆り、遊撃・京田陽太が捕球の際、二塁ベースを隠すような形になったのを京田の走塁妨害と猛烈に抗議した
- 8月22日 - 1964年から1978年まで在籍し、引退後も阪神では1996年から2000年まで二軍投手コーチを務めた古沢憲司が癌により死去[92]。享年76（75歳没）。
- 9月9日 - 広島20回戦（甲子園）で勝利しマジック3減らす。マジックが1日で3つ減るのは2020年の巨人が9月16日の阪神15回戦（東京ドーム）で勝利して以来
- 9月14日 - 巨人23回戦（甲子園）で勝利し18年ぶり通算10度目、セリーグで6度目の優勝決定[93]
- 10月18日 - CSファイナルステージ第3戦（甲子園）で勝利し広島に4勝0敗（アドバンテージの1勝含む）で球団2度目のCS制覇を果たし、2014年以来の9年ぶりの日本シリーズ出場を決めた
- 10月24日 - 佐藤輝明、森下翔太、桐敷拓馬、及川雅貴の4選手が「アジアプロ野球チャンピオンシップ2023」の侍ジャパンに選ばれたことが発表された[94]。
- 11月5日 - 日本シリーズ第7戦（京セラドーム）で勝利し、オリックスに4勝3敗で、1985年以来38年ぶり球団2度目の日本一を達成
- 11月14日 - 野口恭佑が育成契約から支配下登録される[95]
- 11月23日 - 午前に神戸（神戸市役所〜メリケンパーク）、午後に大阪（御堂筋）で、2005年以来となる優勝パレードを実施。当日は逆の行程でオリックス・バファローズも優勝パレードを実施しており、阪神には65万人、オリックスには35万人、合わせて100万人が訪れた[96]
- 11月26日 - 1975年から1981年まで在籍し、引退後も阪神などでコーチを務めた榊原良行が名古屋市内の病院で死去[97]。享年75（74歳没）。
- 11月30日 - 新外国人選手のハビー・ゲラと契約の締結を発表[98]
- 12月1日 - 今年のスローガン「A.R.E.」が「現代用語の基礎知識選　2023ユーキャン新語・大賞」の年間大賞に選ばれた
- 12月8日 - 現役ドラフトが開催され馬場皐輔が巨人に、オリックスの漆原大晟が移籍してくることが決定した[99]

## ドラフト指名選手
| 新人選手選択会議 | 新人選手選択会議 | 新人選手選択会議 | 新人選手選択会議       | 新人選手選択会議 |
| 順位             | 選手名           | 守備             | 所属                   | 結果             |
| ---------------- | ---------------- | ---------------- | ---------------------- | ---------------- |
| 1位              | 下村海翔         | 投手             | 青山学院大学           | 入団             |
| 2位              | 椎葉剛           | 投手             | 徳島インディゴソックス | 入団             |
| 3位              | 山田脩也         | 内野手           | 仙台育英学園高         | 入団             |
| 4位              | 百﨑蒼生         | 内野手           | 東海大学付属熊本星翔高 | 入団             |
| 5位              | 石黒佑弥         | 投手             | JR西日本               | 入団             |
| 6位              | 津田淳哉         | 投手             | 大阪経済大学           | 入団             |
| 育成選手選択会議 |                  |                  |                        |                  |
| 順位             | 選手名           | 守備             | 所属                   | 結果             |
| 1位              | 松原快           | 投手             | 富山GRNサンダーバーズ  | 入団             |
| 2位              | 福島圭音         | 外野手           | 白鷗大学               | 入団             |